# 栗头雀百灵
栗头雀百灵（学名：Eremopterix signatus），是百灵科雀百灵属的一种，分布于索马里、肯尼亚、苏丹、埃塞俄比亚和以色列。全球活动范围约为1,100,000平方千米。该物种的保护状况被评为无危。
栗头雀百灵的平均体重约为15.7克。栖息地包括热带沙漠、干燥的稀树草原和亚热带或热带的（低地）干草原。